# Marius Grösch
Marius Grösch (* 7. März 1994 in Fulda) ist ein deutscher Fußballspieler.

## Karriere
Grösch spielte in der Jugend für die SG Viktoria Bronnzell und den FC Carl Zeiss Jena, wo er auch seine ersten Einsätze im Erwachsenen-Fußball hatte. Im Juli 2015 wechselte er zur zweiten Mannschaft des 1. FC Kaiserslautern in die Regionalliga Südwest. Nach zwei Spielzeiten wechselte er im Sommer 2017 zurück zum FC Carl Zeiss Jena, der mittlerweile in die dritte Liga zurückgekehrt war. Dort hatte er am 22. Juli 2017 im Spiel gegen die SV Wehen Wiesbaden seinen ersten Einsatz im Profifußball.
Zur Saison 2021/22 wechselte Grösch in die fünftklassige Hessenliga zur SG Barockstadt Fulda-Lehnerz.